# Campaniforme Sensillen

Querschnitt durch ein campaniformes Sensillum. Jedes Sensillum ist in einem kutikulären Sockel eingebettet und wird von einer einzelnen sensorischen Nervenzelle innerviert. Die Nervenzelle wird erregt, wenn Verspannungen in der Kutikula die Sockelränder deformieren und die flexible kutikuläre Kuppel eindrücken.

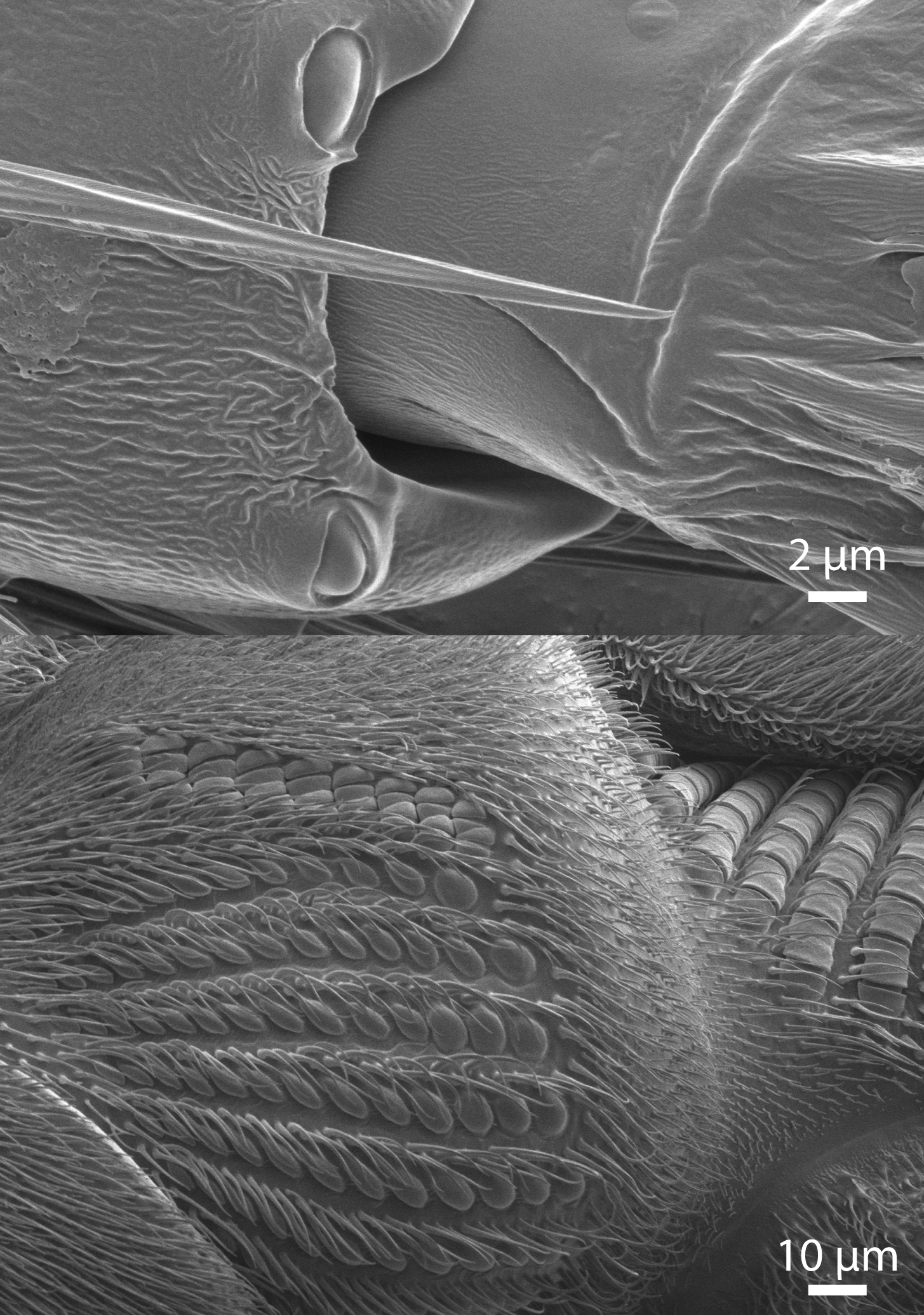
Oben: REM-Aufnahme von campaniformen Sensillen auf dem Tarsus von Drosophila melanogaster. Unten: REM-Aufnahme von campaniformen Sensillen am Halterensockel einer Fleischfliege.

Campaniforme Sensillen sind eine Klasse von Mechanorezeptoren in Insekten, die Verspannungen der Kutikula messen. Campaniforme Sensillen dienen als Propriorezeptoren, welche mechanische Belastungen in Form von Muskelwiderständen erfassen, ähnlich wie Golgi-Sehnenorgane von Wirbeltieren. Sensorisches Feedback von campaniformen Sensillen dient der Kontrolle der Körperhaltung und Fortbewegung.

## Aufbau
Ein campaniformes Sensillum besteht aus einer flexiblen Kuppel, die in die Kutikula eingebettet ist und von den Dendriten einer einzelnen bipolaren sensorischen Nervenzelle innerviert wird (siehe erste Schemazeichnung). Campaniforme Sensillen sind oft oval mit Längsachsen von etwa 5–10 µm (siehe REM-Aufnahmen).

Verteilung von Gruppen campaniformer Sensillen auf dem Bein einer Stabheuschrecke (Vorderansicht). Das Inset zeigt die zwei Gruppen auf dem dorsalen Trochanter (G3 und G4) in der Draufsicht. Die Sensillen dieser Gruppen sind rechtwinklig zueinander angeordnet. Jedes Sensillum wird vorzugsweise durch Stauchung entlang seiner kurzen Achse erregt. Die proximale Gruppe (G3) ist rechtwinklig zur langen Achse des Trochanters ausgerichtet und wird erregt, wenn der Trochanter-Femur nach oben gebogen wird. Die weiter distale Gruppe (G4) ist parallel zur langen Achse des Trochanters ausgerichtet und wird erregt, wenn der Trochanter-Femur nach unten gebogen wird.

Campaniforme Sensillen sind über die Körperoberfläche vieler Insekten verteilt. Sensillen mit ähnlicher Ausrichtung sind häufig in Gruppen dort angeordnet, wo hohe Verspannungen in der Kutikula zu erwarten sind, einschließlich der Beine, Antennen und Flügel. Beispielsweise haben Stabheuschrecken Gruppen von campaniformen Sensillen auf dem Trochanter, eine Gruppe auf dem proximalen Femur, eine Gruppe auf der proximalen Tibia, sowie eine kleine Anzahl an Sensillen am distalen Ende eines jeden Tarsalglieds. Bei Zweiflüglern (Diptera) wie der Schmeißfliege findet sich die höchste Dichte an campaniformen Sensillen am Sockel der abgewandelten Hinterflügel, oder Schwingkölbchen (Halteren), welche der Flugstabilisation dienen.

## Funktion
Die Aktivität von campaniformen Sensillen wurde das erste Mal von John William Sutton Pringle in den späten 1930er Jahren aufgezeichnet. Er erkannte auch, dass die ovale Form vieler Sensillen diesen Richtungsselektivität verleiht. Kommt es infolge kutikulärer Deformationen zur Stauchung eines campaniformen Sensillums entlang seiner kurzen Achse, drücken die Sockelränder die kutikuläre Kuppel ein. Das quetscht die Dendriten der sensorischen Nervenzelle und öffnet deren Mechanotransduktionskanäle, was zur Bildung von Aktionspotentialen führt, die an das Zentralnervensystem weitergeleitet werden. Campaniforme Sensillen melden sowohl die Stärke als auch die Änderung der kutikulären Deformation.
Bezüglich der Laufkontrolle wird angenommen, dass sensorisches Feedback von campaniformen Sensillen der Beine die Muskelaktivität während der Stemmphase verstärkt und zur Koordination zwischen Beinen beiträgt, ähnlich wie sensorisches Feedback von Golgi-Sehnenorganen bei Wirbeltieren.
Bezüglich der Flugkontrolle wird angenommen, dass sensorisches Feedback von campaniformen Sensillen der Halteren und Flügel Ausgleichsreflexe herbeiführt, die das Gleichgewicht aufrechterhalten.